# 奥田治之
奥田 治之（おくだ はるゆき、1935年 - ）は、日本の天文学者。宇宙科学研究所名誉教授。

## 来歴・人物
愛知県出身。1954年滝実業高等学校卒業。1963年名古屋大学大学院博士課程修了。大学院では早川幸男に師事した。同年名古屋大学理学部助手、1967年京都大学理学部物理学科宇宙線研究室助教授となり、同教室内に赤外線天文学グループを開いた。1981年宇宙科学研究所教授に就任し、同研究所において宇宙空間からの赤外線による天体観測を推し進めた。1999年宇宙科学研究所名誉教授、その後2006年まで群馬県立ぐんま天文台副台長。2020年、瑞宝中綬章受章。
奥田の弟子には佐藤修二、舞原俊憲、中川貴雄らがいる。田村元秀は奥田の孫弟子にあたる。

## 著書
- 『暗黒宇宙を探る』（共著 講談社ブルーバックス）
- 『現代天文学講座 第12巻 宇宙の観測』（編著 恒星社厚生閣）
- 『天の川の真実 超巨大ブラックホールの巣窟を暴く』（祖父江義明・小山勝二との共著 誠文堂新光社、2006年6月2日発行、ISBN 4-416-20625-9）